# مارك إيرلي
مارك إيرلي (بالإنجليزية: Mark Earley)‏ هو محامي أمريكي، ولد في 26 يوليو 1954 في نورفولك في الولايات المتحدة.